# 俄罗斯驻哈尔滨总领事馆
俄羅斯联邦驻哈尔滨总领事馆（俄语：Генера́льное ко́нсульство Росси́йской Федера́ции в Харбине），是俄羅斯聯邦在哈爾濱的外交代表機構。该馆在2019年在松北JW万豪酒店的临时馆址开始工作，2023年2月2日迁往哈尔滨富力中心并正式开馆。

## 历史
2015年9月3日，中俄正式签署文件，将在哈尔滨设立俄罗斯总领事馆，选址就在耀景街22号。 2017年4月8日，对应的中国驻符拉迪沃斯托克总领事馆开馆。2019年2月1日，俄罗斯总理梅德韦杰夫签署开设俄罗斯驻哈尔滨总领事馆的命令。2019年9月，俄罗斯驻哈尔滨总领事奥谢普科夫到任。2020年起，领事馆在松北区松北大道1号香格里拉大酒店中的临时办公地工作并开放对中国公民的签证业务。并计划在两年内搬至哈尔滨富力中心。2021年4月15日，俄罗斯驻哈尔滨总领事馆正式签约入驻哈尔滨富力中心。
2023年2月2日，总领事馆正式开馆。